# Grampian Television
Grampian Television är ett tv-företag och innehavaren av ITV-licensen för norra Skottland. Sändningarna inleddes den 30 september 1961 och företaget har överlevt alla ITV-upphandlingar.
Numera ägs företaget av SMG plc, som även äger det andra skotska ITV-företaget, Scottish Television.